# Strombocactus disciformis
Strombocactus disciformis (DC.) Britton & Rose è una pianta succulenta della famiglia delle Cactaceae, originaria del Messico.

## Descrizione
Si tratta di piante di piccole dimensioni, con fusto cilindrico, carnoso e schiacciato, a volte incavato al centro con la presenza di lanuggine, soprattutto nelle piante vecchie. Sul fusto si trovano dei tubercoli piatti sul lato superiore e carenati su quello inferiore, disposti a spirale, di colore verde grigiasto, lunghi 5–7 mm e larghi 6–12 mm.
Le areole si trovano in cima ai tubercoli, e sono provviste di 1-4 spine di solito erette nelle piante adulte, di colore grigio chiaro con punta scura. Le spine sono presenti solo sui tubercoli giovani e col passare del tempo cadono, per cui non si trovano alla base della pianta.
I fiori spuntano all'apice del fusto, e nella sottospecie tipica sono di colore giallo crema, nella sottospecie S.disciformis ssp. esperanzae' sono di colore rosa intenso. Sono imbutiformi con un diametro di 2-3,5 cm.
Il frutto è una bacca allungata, deiscente, semicarnosa, di color magenta, con i resti del perianzio persistenti.

I semi sono molto piccoli, 0,2-0,4 mm di diametro, piriformi, marroncini, con un largo strofiolo bianco che nasconde l'ilo.
Le sue radici sono carnose, quasi tuberose.

## Distribuzione e habitat
La specie è diffusa negli stati messicani di Hidalgo, Guanajuato, Messico e Querétaro
Si trova prevalentemente su dirupi e scoscesi con suolo calcareo, ad altitudini comprese tra i 1000 e i 1600 m sul livello del mare.

## Tassonomia
Questa pianta è stata descritta per la prima volta da Augustin Pyrame de Candolle nel 1828, come Mammillaria disciformis ma nessun esemplare tipo fu conservato.
Il nome Strombocactus fu coniato da Nathaniel Lord Britton e Joseph Nelson Rose nel 1922 dal greco stròmbos che significa pigna, e si riferisce alla forma della pianta.
Secondo uno studio condotto da Franz Buxbaum nel 1950 Strombocactus è molto affine al genere Aztekium.
Sono note due sottospecie:
- S. disciformis disciformis
- S. disciformis esperanzae

## Conservazione
La Lista rossa IUCN classifica Strombocactus disciformis come specie vulnerabile.
È tra i generi inclusi nell'Appendice I della CITES per cui ne è vietata la riproduzione e la vendita senza l'autorizzazione del Corpo Forestale dello Stato.

## Coltivazione
Come tutte le piante succulente, ha bisogno di poche innaffiature, fatte quando il terriccio è completamente asciutto nel periodo vegetativo, mentre dovranno essere sospese ai primi freddi e per tutta la stagione invernale.
Un buon drenaggio aiuta ad evitare problemi quali marciumi che porterebbero la pianta rapidamente alla morte.
La riproduzione avviene per semina in sabbia umida, con posizione luminosa ma non al sole diretto,  ad una temperatura di 21- 27 °C. 
La pianta ha una crescita particolarmente lenta.